# بی‌اف‌ای ساوت بانک

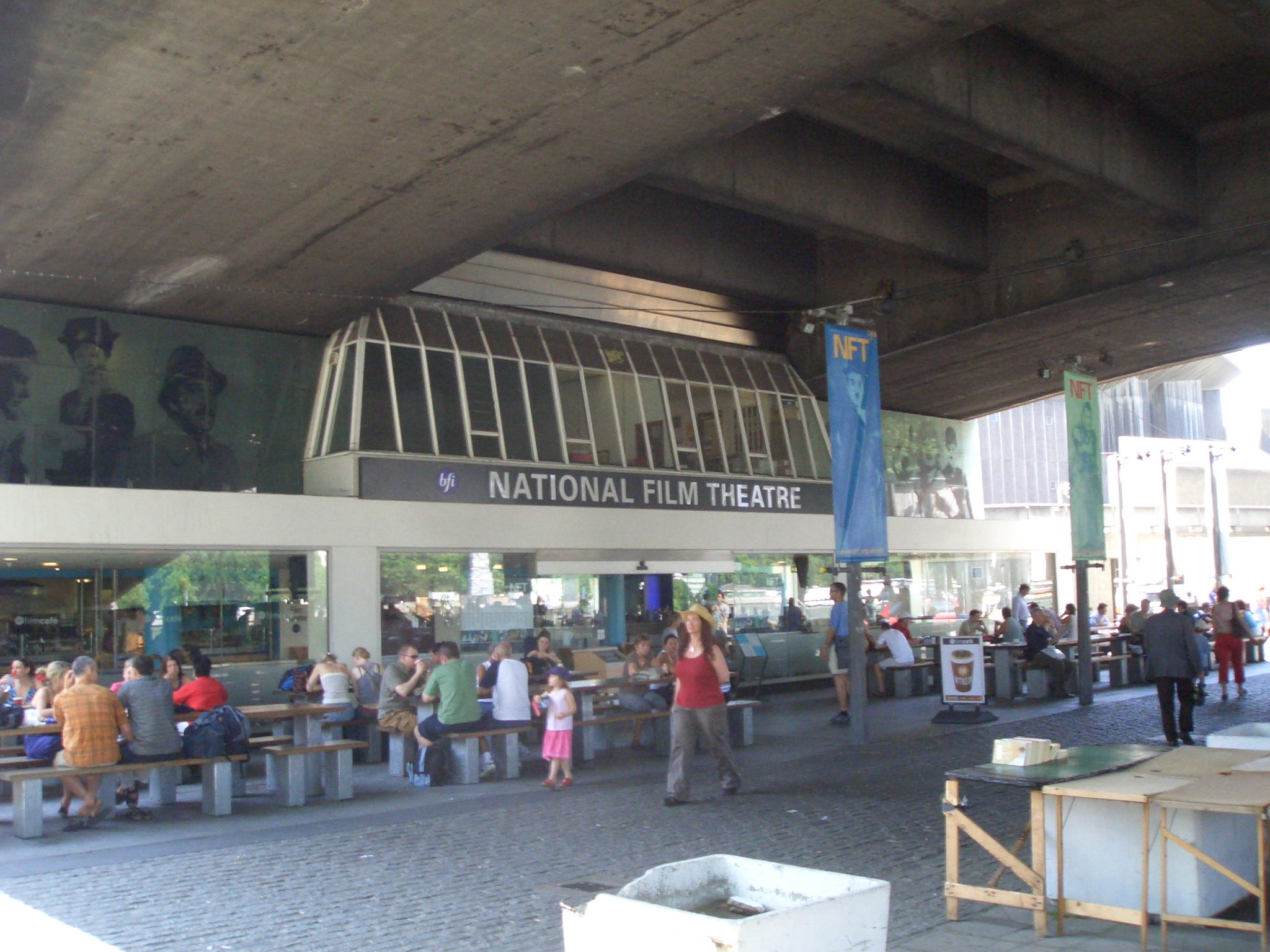
بی‌اف‌ای ساوت بانک

بی‌اف‌ای ساوت بانک (انگلیسی: BFI Southbank) سینمای رپرتوار پیشرو در بریتانیا است که در فصول فیلم‌های کلاسیک، مستقل و غیرانگلیسی زبان تخصص دارد.
بی‌اف‌ای ساوت بانک توسط انستیتوی فیلم بریتانیا اداره می‌شود.